# Хоршам
Хоршам (англ. Horsham) — город в Юго-Восточной Англии, в графстве Западный Суссекс.

## География
Расположен в южной Англии, на реке Арен, в 40 километрах от Лондона и в 30 километрах от Брайтона.

## Экономика и образование
Город Хоршам находится в центре развитого агропромышленного района и является в связи с этим важным торговым центром и рынком сельхозпродукции. Здесь также находятся предприятия машиностроения, фармацевтической, пищевой промышленности и пивоварни. В Хоршаме располагается правление британской корпорации по производству видеоигр Creative Assembly.
Город также является крупным образовательным центром. Старейшее из учебных заведений Хоршама — основанный в 1540 году колледж Ричарда Кольера (College of Richard Collier). В центре города находятся школа для девочек и школа для мальчиков, в Северном Хоршаме — общая школа и на окраине города — частная школа.

## Известные горожане
- Хэммонд Иннес (1913—1998), писатель
- Марк Роуленд (* 1963), легкоатлет, бег с препятствиями
- Джейми Хьюлетт (* 1968), художник и дизайнер
- Джолион Палмер (* 1991), автогонщик.